# Nespisovný mluvený projev
Nespisovný mluvený projev je zcela přirozenou součástí každého živého jazyka, český jazyk nevyjímaje. Při všech veřejných projevech (ať už ústních nebo i písemných) není příliš vhodné toto nespisovné vyjadřování používat.

## Nespisovné vyjadřování ve veřejném projevu

### Nespisovné vyjadřování v rozhlase
Spisovný jazyk (např. spisovná čeština) je nejdůležitější útvar národního jazyka. Užívá se k dorozumívání pro všechny generace ve všech regionech státu a ve všech sférách veřejné komunikace. Sjednocuje národ, užívá se k šíření kulturních a civilizačních potřeb, tvoří složku národní prestiže a umožňuje podílet se na kulturním dění.
Zdrojem normy spisovného jazyka je jazykové povědomí vzdělaných uživatelů, kteří jsou loajální ke spisovnému jazyku (učitelé, vědci, novináři, politikové – zkrátka lidé, kteří užívají jazyk profesionálně ve veřejné komunikaci).
Při užívání spisovného jazyka v médiích záleží na formálních a neformálních pořadech. Spisovný jazyk by měl být samozřejmostí ve formálních pořadech. Mezi ty patří zpravodajství, komentáře, politické projevy, odborné přednášky, tedy texty předem připravené v redakcích. V těchto typech pořadů by měli rozhlasoví profesionálové užívat jazyk spisovný, mají totiž velký vliv na širokou veřejnost. Naproti tomu zábavně informativní pořady (neformální, ve kterých není jazyková forma v popředí pozornosti) jsou typické jistou benevolencí z hlediska výběru slov, objevují se zde vulgarismy, nespisovné tvary, ráz řeči bývá mnohdy neformální a důvěrný. Někteří posluchači v tom však vidí jistý půvab, ale jsou i tací, pro které je tento způsob vyjadřování naprosto nepřijatelný.
Rozhlas samozřejmě stojí na lidské řeči a ta je v něm nepředstavitelně různorodá a nelze ji celkově charakterizovat. Každý typ pořadu má svůj specifický typ řeči. V některých pořadech je spisovný jazyk nezbytností, v jiných, především pro mladé posluchače, se vyžaduje jazyk uvolněný a „cool“. Jinak to ani nejde, pokud nechceme, aby bylo rozhlasové vysílání jen pouhým oficiálním sdělovacím prostředkem. Posluchači jsou různí a každý mluví trochu jinak.
Rozdíl je také mezi profesionálními zaměstnanci rádia a přizvanými hosty. Zatímco od hlasatele se očekává kultivovaná, plynulá, spisovná řeč, u hostů tomu tak být nemusí. Mezi hosty totiž může patřit kdokoli – od politika přes herce až po obyčejné lidi z „davu“. Setkáváme se tedy i s běžně mluveným jazykem a s citovým zaujetím.
Dále také musíme počítat s tím, že u pořadů typu besed a diskusí s větším počtem účastníků bude každý z nich mluvit trochu jinak (zcela spisovně, kombinovaně, obecnou češtinou).